# Хант, Тимоти
Сэр Ричард Тимоти (Тим) Хант (англ. Richard Timothy (Tim) Hunt; род. 19 февраля 1943, Нестон, Чешир) — британский биохимик, лауреат Нобелевской премии в области медицины и физиологии 2001 года, награждённый за открытие регуляции клеточного цикла эукариот циклином и циклин-зависимыми киназами  . 
Член Лондонского королевского общества (1991), иностранный член Национальной академии наук США (1999).

## Сексистский скандал
9 июня 2015 года Тим Хант выступал на официальном обеде в рамках конференции по научной журналистике в Сеуле, столице Южной Кореи. В своем приветственном слове он, как сообщалось, произнёс следующее:

Странно, что такое шовинистическое чудовище как я попросили выступить перед женщинами-учёными. У меня есть три проблемы с девушками в лаборатории: ты влюбляешься в них, они влюбляются в тебя, и когда их критикуешь, они плачут. Возможно, нам следует делать раздельные лаборатории для мальчиков и девочек?
Теперь серьёзно. Я впечатлён экономическим развитием Кореи. И женщины-учёные бесспорно сыграли в нём важную роль. Науке нужны женщины, и вы должны заниматься наукой несмотря ни на какие препятствия, несмотря на чудовищ вроде меня.
Оригинальный текст (англ.)It’s strange that such a chauvinist monster like me has been asked to speak to women scientists. Let me tell you about my trouble with girls. Three things happen when they are in the lab: you fall in love with them, they fall in love with you, and when you criticise them they cry. Perhaps we should make separate labs for boys and girls?

Now seriously, I’m impressed by the economic development of Korea. And women scientists played, without doubt an important role in it. Science needs women and you should do science despite all the obstacles, and despite monsters like me.

Это шутливое высказывание было воспринято как «сексистское» одной из присутствующих журналисток, и вырванные из контекста фразы с её комментариями, опубликованные в её Твиттере, впоследствии вызвали волну критики против Ханта. В результате учёный был вынужден подать в отставку с поста почётного профессора, о чём сообщается на сайте Университетского колледжа Лондона. В дальнейшем рядом учёных и журналистов были поставлены под сомнение как справедливость резкой общественной реакции на случившееся, так и корректность передачи слов Ханта.

## Общественная деятельность
В 2016 году подписал письмо с призывом к Greenpeace, Организации Объединенных Наций и правительствам всего мира прекратить борьбу с генетически модифицированными организмами (ГМО) .

## См.также
- Клеточный цикл
- Леланд Хартвелл
- Пол Нерс